# Liohippelates femoralis
Liohippelates femoralis är en tvåvingeart som först beskrevs av Oswald Duda 1929.  Liohippelates femoralis ingår i släktet Liohippelates och familjen fritflugor. Inga underarter finns listade i Catalogue of Life.